# 3554 Amun
A 3554 Amun (ideiglenes jelöléssel 1986 EB) egy földközeli kisbolygó. Carolyn Shoemaker és Eugene Merle Shoemaker fedezte fel 1986. március 4-én.